# 卢塞恩水塔

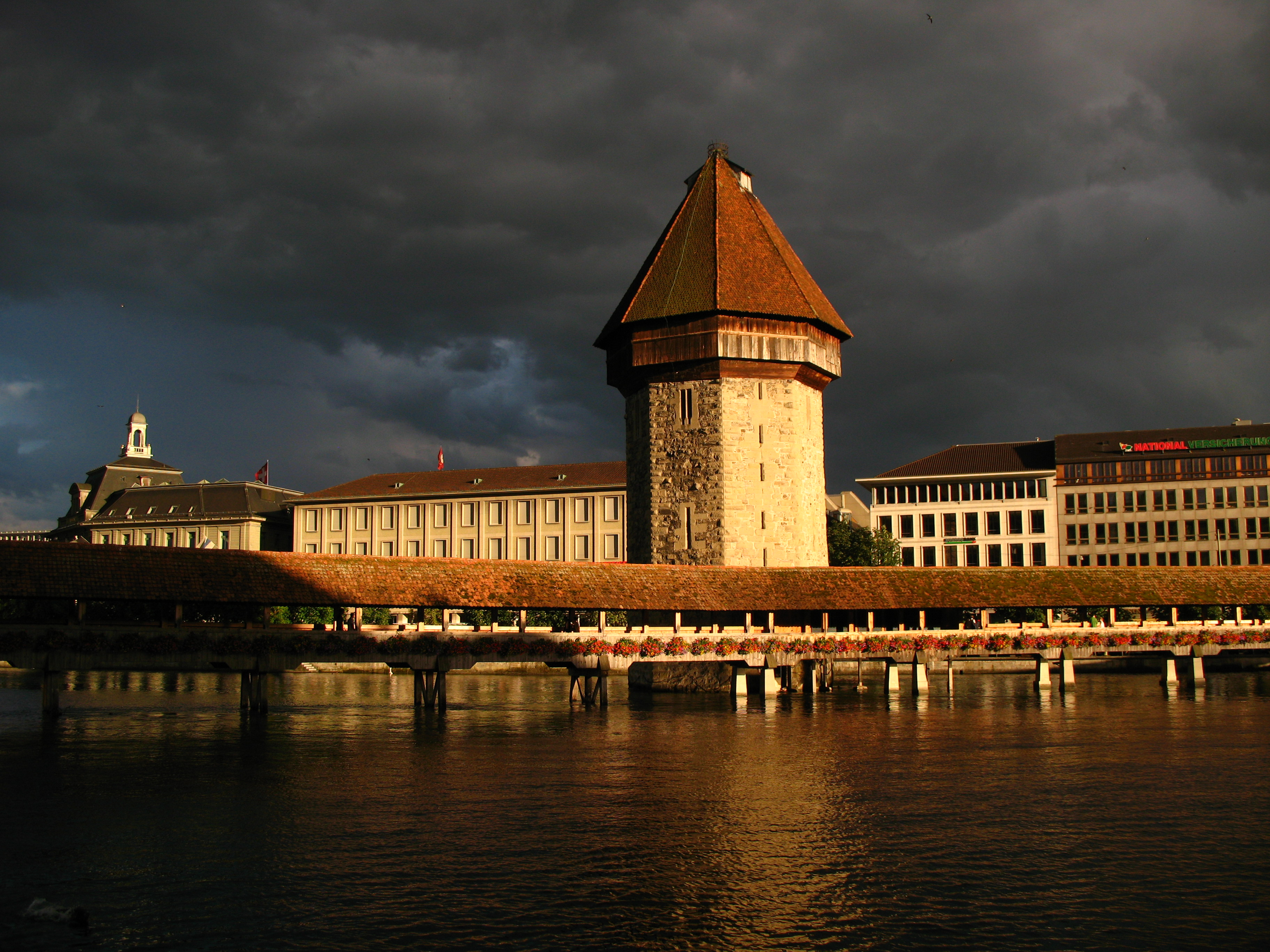
水塔和卡貝爾橋

卢塞恩水塔（Wasserturm）位于瑞士卢塞恩卡贝尔桥的中间，曾是该市中世纪城墙的一部分，现在是该市的地标。
卢塞恩水塔为八角形，高35米，正对卢塞恩湖。1367年见于文献记载。